# Jednačenje po zvučnosti
Jednačenje po zvučnosti glasovna je promjena u kojoj se šumnici koji se razlikuju po svojstvu zvučnosti jednače tako da se prvi suglasnik skupa zamjenjuje suglasnikom po zvučnosti jednakom drugom suglasniku skupa.

U hrvatskome se jeziku suglasnici prema zvučnosti dijele na:
| Zvučni   | b | d | g | z | ž | dž | đ |   |   |   |
| Bezvučni | p | t | k | s | š | č  | ć | f | h | c |

Zvučni su i svi sonanti, ali oni ne sudjeluju u ovoj glasovnoj promjeni.

## Obezvučivanje
Ako se zajedno nađu dva šumnika, od kojih je prvi zvučan, a drugi bezvučan, prvi se zamjenjuje svojim bezvučnim parnjakom (vidi tablicu).
Promjena iz zvučnog suglasnika u bezvučni suglasnik naziva se obezvučivanje. Primjeri:
- b prelazi u p  ispred c, č, ć, f, h, k, s, š, t

vrabac – vrapca, ob + čarati – opčarati, ob + hoditi – ophoditi, šiba – šipka, ob + sjedati – opsjedati, ob + šišati – opšišati
- d prelazi u t ispred f, h, k, p

od + fućkati – otfućkati, od + hraniti – othraniti, gladak – glatka, od + pjevati – otpjevati,  od + prčiti – otprčiti
- z prelazi u s ispred c, f, h, k, p, t

iz + curiti – iscuriti, iz + hraniti – ishraniti, iz + kopati – iskopati, nizak – niska, iz + pasti – ispasti, iz + tisnuti – istisnuti
- ž prelazi u š ispred c, k

lažac – lašca, težak – teška
- đ prelazi u ć ispred k

smeđ – smećkast (dopušta se i oblik smeđkast), omeđak – omećka (može i omeđka)
- g prelazi u k ispred c i č:

drug + čiji – drukčiji, bogec – bokca
Ovako izmijenjena osnova zove se obezvučena osnova, a prefiks se naziva obezvučenim prefiksom.

## Odstupanja od obezvučivanja
Od ozvučivanja se odstupa u sljedećim slučajevima:
- kod jednačenja na glas v

cavtjeti (a ne caftjeti), ovca (a ne ofca), zdravstvo (a ne zdrafstvo)...
- u pismu – u nekim posuđenicama i u stranim vlastitim imenima:

gangster, Habsburg, vašingtonski
- u pismu i govoru – ako se d nalazi ispred s, š, c, č, ć

brodski, gradski, predsjednik, odšteta, odcijepiti, nadčovjek, odćušnuti, redci (dopušteno je i reci)
- u pismu – situacije kada se ne provode navedena pravila radi boljega razumijevanja, najčešće kod složenica:

predturski, odtok, poddijalekt, subpolaran

Kao u navedenom primjeru, jednačenje po zvučnosti ne provodi se kod složenica s prefiksima iznad i ispod, ali se provodi kod nekih složenica s nad i pod, ako se d ne nalazi ispred s, š, c, č, ć:
iznadprosječan, ispodprosječan, ispodkoličinski
natprosječan, potpalublje
Dvostrukosti:
subkategorija/supkategorija, substrat/supstrat, polabski/polapski, substandard/supstandard.

## Ozvučivanje
Ako se zajedno nađu dva šumnika, od kojih je prvi bezvučan, a drugi zvučan, prvi se zamjenjuje svojim zvučnim parnjakom (vidi tablicu).
Promjena iz bezvučnog suglasnika u zvučni suglasnik naziva se ozvučivanje. Neki primjeri:
- p prelazi u b ispred dž

top – tobdžija
- t prelazi u d ispred b

svat – svadba
- s prelazi u z ispred b, d, g

sgurati – zgurati
- š prelazi u ž ispred b

za dušu – zadužbina
- č prelazi u dž ispred b

svjedočiti – svjedodžba
- k u g, s u ž, z u ž ispred dž

burek – buregdžija, interes – intereždžija, miraz – miraždžija
Ovako izmijenjena osnova naziva se ozvučena osnova, a prefiks se naziva ozvučenim prefiksom.

## Odstupanja od ozvučivanja
Od ove glasovne promjene uglavnom se odstupa u pismu:
- u nekim domaćim složenicama:

Josipdol, ivanićgradski
- u nekim posuđenicama

jurisdikcija
- u stranim imenima

Tbilisi

## Jednačenje u pismu i govoru
Hrvatski pravopis jest fonološki (prije zvan i fonetski, glasovni, izgovorni, a sada i zvučni), kao i bošnjački, srpski i makedonski, to znači da se jednačenja (po zvučnosti i mjestu tvorbe) vrše u govoru i pisanju. Većina slavenskih jezika (poljski, češki, ruski, ukrajinski, slovački, slovenski, bugarski...) rabi morfonološki (prije često pogrešno zvan etimološki, korijenski; sada su u uporabi još nazivi tvorbeni ili morfološki) pravopis, jednačenja se vrše samo u govoru, a ne vrše se u pisanju. U hrvatskome jeziku postoje određene iznimke kad se jednačenja ne vrše u pismu radi lakše jasnoće i određivanja korijena riječi.